# 도경완
도경완(1982년 음력 3월 7일 ~ )은 대한민국의 KBS 아나운서 출신 방송인이자 대한가수협회 산하 배우자협의회 명예고문이다.
KBS 전직 아나운서 신분에 따른 KBS 내부관례에 따라, 2024년 2월까지 모든 KBS 산하플랫폼에서의 출연이 제한된다.

## 경력
- 홍익대학교 학생회장
- 봄온아카데미 수강생[1]
- 2009년~2010년 9월: KBS 35기 공채 아나운서(KBS대구방송총국 지역근무)
- 2010년9월~2010년 12월: KBS 35기 공채 아나운서(KBS경인방송센터 지역근무)
- 2013년~2021년 9월: 장윤정과의 혼인관계에 의거한, 대한가수협회 산하 트로트진흥 전문연구회의 자문위원 겸직
- 2014년: 한국백혈병소아암협회 홍보대사
- 2014년: 한국장학재단 홍보대사[2]
- 2016년~2018년 2월: 평창 동계올림픽대회 및 동계패럴림픽대회 홍보대사
- 2021년~: 한국외식업중앙회 홍보대사
- 2017년~2021년 3월: KBS 관찰예능출연자협의회의 고문아나운서

## 방송
- 2009년 KBS 대구 1TV 《KBS 뉴스광장 대구·경북》 - 진행 (2009년 4월 20일 ~ 2010년 9월 4일)
- 2009년 KBS 대구 제1라디오 《KBS 제1라디오 아침종합뉴스 대구·경북》 - 진행 (2009년 4월 20일 ~ 2010년 9월 4일)
- 2009년 KBS 대구 제1라디오 《KBS 제1라디오 오전 9시 뉴스 대구·경북》 - 진행 (2009년 4월 20일 ~ 2010년 9월 5일)
- 2009년 KBS 대구 제1라디오 《KBS 제1라디오 정오종합뉴스 대구·경북》 - 진행 (2009년 4월 20일 ~ 2010년 9월 5일)
- 2009년 KBS 대구 제1라디오 《아침의 광장》 - 진행 (2009년 4월 20일 ~ 2010년 9월 3일)
- 2010년 KBS 2TV 《다큐멘터리 3일》 - 게스트 (164회, 2010년 9월 5일-세상을 여는 목소리,KBS 아나운서 72시간 출연)
- 2010년 KBS경인방송센터 《KBS 뉴스네트워크 경기·인천》 - 진행 (2010년 9월 13일 ~ 2010년 12월 31일)
- 2010년 KBS경인방송센터 《KBS 뉴스 9 경기·인천》 - 진행 (2010년 9월 13일 ~ 2010년 12월 31일)
- 2011년 ~ 2012년 KBS 2TV 《영화가 좋다》 - 진행 (2011년 11월 12일 ~ 2012년 5월 12일)[3]
- 2011년 ~ 2019년 KBS 2TV 《2TV 생생정보》 - 진행 (2011년 5월 2일 ~ 2019년 6월 28일)
- 2014년 KBS 2TV 《여유만만》 - 게스트 (2014년 11월 14일 방송분 출연)
- 2015년 KBS 2TV 《위기탈출 넘버원》 - 게스트 (467회, 2015년 1월 26일 방송분 출연)
- 2016년 ~ 2021년 KBS 2TV 《노래가 좋아》 - 진행 (장윤정과 공동진행, 2016년 10월 8일 ~ 2021년 2월 2일)[4]
- 2017년 ~ 2018년 KBS 2TV 《누가누가 잘하나》 - 임시 진행 (2017년 11월 30일 ~ 2018년 1월 25일)
- 2018년 ~ 2021년 KBS 2TV 《슈퍼맨이 돌아왔다》
  - 내레이션 : 2018년 7월 15일 ~ 2020년 12월 27일
  - 아들 도연우와 딸 도하영과 동반 출연: 2019년 12월 8일 ~[5]2021년 4월 18일
- 2019년 ~ 2021년 KBS 2TV 《신상출시 편스토랑》 - 진행 (2019년 10월 25일 ~ 2021년 2월 12일)[6]
- 2020년 KBS 1TV 《아침마당》 방송의 날 특집 출연[7]
- 2020년 KBS 1TV 《아침마당》 출연 (2020년 11월 2일 방송분 출연)[8]
- 2018 KBS 1TV《사장님이 미쳤어요》[9]
- 2021년 SBS FIL 《더 트롯쇼》 - 진행 (2021년 2월 10일 ~2022년 12월 5일 )
- 2021년 MBC 《라디오스타》 - 스페셜 MC (2021년 3월 3일 방송분 출연)
- 2021년 MBC 《개미의 꿈》 - 고정 출연 (2021년 3월 11일 ~ 3월 18일)
- 2021년 JTBC 《아는형님》 - 게스트 (270회, 2021년 3월 6일 방송분 출연)
- 2021년 TV CHOSUN 《내 딸하자》 - 진행 (2021년 4월 2일 ~2021년8월20일)
- 2021년 MBC 《놀면 뭐하니》 - 게스트 (닉네임:이정재)
- 2021년 MBC 《복면가왕》 - 참가자 (닉네임:유영석)
- 2021년 SBS TV 《미운 우리 새끼》 - 게스트 (2021년 5월 30일, 244회)
- 2021년 tvN 《유퀴즈 온 더 블럭》 - 게스트 (2021년 6월 30일, 113회)
- 2021년 MBC 에브리원 《어서와 한국은 처음이지》 - 빌푸네 밥상 - 공동MC(2021년 7월 8일 ~2022년 6월 30일)
- 2021년 MBC-다큐 플렉스-(오은영 리포트:시즌 1)[10][11]
- 2021년 tvN 《엄마는 아이돌》 - 공동진행 (2021년 12월 10일~ 2022년 2월 4일)
- 2022년 MBN - 신과 함께[12]
- 2022년 KBS Joy - 《차트를 달리는 남자》 - 이상민과 공동MC (2022년 7월 23일 ~현재)
- 2022년 12월-: MBN-불타는 트롯맨의 MC[13]
- 2024년 ENA 《내 아이의 사생활》- 진행 (2021년 9월 7일 ~ 현재)

### 광고
- 2012년 : 방송통신위원회 지상파 디지털 방송 캠페인[14]
- 2015년 : KBS 희망캠페인
- 2015년 : KBS 안녕! 우리말 캠페인[15]
- 2020년 : KBS 우리함께 캠페인
- 2021년 : 여성가족부 홍보영상
- 2021년 12월: 밀알복지재단 불우아동성금 캠페인(AND 장윤정 동반출연)[16]
- 2021년 3월: 원주시 관광홍부부서와 합동으로 간현 그랜드밸리 시설 PPL 제작참여[17][18]
- 2022년 8월27일-2022년 9월7일: 중소벤처기업부와 합동으로 [2022년 대한민국 동행세일] 홍보영상 제작[19][20]
- 롯데마트의 협찬으로-소고기 특별할인행사 홍보PPL 제작
- 주식회사 다이슨의 협찬으로 다이슨 공기청정기와 다이슨 무선청소기 PPL 진행
- 한국과수농업업계의 협찬으로 '우리과일 소비운동' 홍보진행

## 가족
- 아버지 : 도봉수 (1946년 11월 6일 ~ )
- 어머니 : 김현숙 (1955년 6월 27일 ~ )
- 배우자 : 장윤정 (1980년 2월 16일 ~ )[21]
  - 아들 : 도연우 (2014년 6월 13일 ~ )[22]
  - 딸 : 도하영 (2018년 11월 9일 ~ )[23]

## 수상
- 2019년 KBS 연예대상 쇼·오락 부문 우수상[24]
- 2019년 KBS 연예대상(슈퍼맨이 돌아왔다 출연진)[25][26]